# ئی.تی. موجود فرازمینی
ئی. تی. موجود فرازمینی (به انگلیسی: E.T. the Extra-Terrestrial) فیلم علمی تخیلی آمریکایی محصول سال ۱۹۸۲ به کارگردانی و تهیه‌کنندگی استیون اسپیلبرگ و نویسندگی ملیسا متیسن است. داستان دربارهٔ الیوت، پسری است که با موجودی فرازمینی به نام ئی.تی. که روی زمین سرگردان شده، دوست می‌شود. الیوت به همراه دوستان و خانواده‌اش تلاش می‌کند تا راهی برای بازگشت ئی.تی. به خانه‌اش پیدا کند. در این فیلم بازیگرانی چون دی والاس، هنری توماس، پیتر کایوتی، رابرت مک‌ناتون و درو بریمور ایفای نقش کرده‌اند.
ایدهٔ فیلم از دوستی خیالی سرچشمه گرفت که اسپیلبرگ پس از طلاق والدینش در ذهن خود ساخته بود. در سال ۱۹۸۰، اسپیلبرگ با متیسن ملاقات کرد و داستانی جدید را از پروژهٔ ناتمام آسمان‌های شب خلق کرد. متیسن در کمتر از دو ماه، پیش‌نویس اولیهٔ فیلمنامه را با عنوان ئی. تی. و من نوشت که دو بار بازنویسی شد. این پروژه ابتدا توسط کلمبیا پیکچرز رد شد، زیرا به پتانسیل تجاری آن تردید داشتند. در نهایت، یونیورسال پیکچرز فیلمنامه را به قیمت یک میلیون دلار خرید. فیلمبرداری از سپتامبر تا دسامبر ۱۹۸۱ با بودجهٔ ۱۰٫۵ میلیون دلار انجام شد. برخلاف اکثر فیلم‌ها، سکانس‌های ئی. تی. به ترتیب وقایع داستانی فیلم فیلمبرداری شد تا بازیگران کودک بتوانند احساسات شخصیت‌هایشان را به شکلی طبیعی‌تر بروز دهند. انیماترونیک فیلم توسط کارلو رامبالدی طراحی شد.
ئی. تی. در ۲۶ مه ۱۹۸۲ به عنوان فیلم اختتامیهٔ جشنواره فیلم کن ۱۹۸۲ به نمایش درآمد و در ۱۱ ژوئن در ایالات متحده اکران شد. این فیلم موفقیت عظیمی در گیشه کسب کرد و با پیشی گرفتن از جنگ ستارگان (۱۹۷۷)، به پرفروش‌ترین فیلم تاریخ تبدیل شد؛ رکوردی که تا یازده سال بعد و اکران پارک ژوراسیکِ اسپیلبرگ در سال ۱۹۹۳ پابرجا ماند. ئی. تی. مورد تحسین جهانی منتقدان قرار گرفت و به عنوان یکی از بزرگ‌ترین و تأثیرگذارترین فیلم‌های تاریخ شناخته می‌شود. این فیلم در پنجاه و پنجمین دوره جوایز اسکار در نه رشته نامزد شد و جوایز بهترین موسیقی متن، بهترین جلوه‌های تصویری، بهترین صداگذاری و بهترین تدوین صدا را کسب کرد، ضمن اینکه نامزد بهترین فیلم و بهترین کارگردانی نیز بود. همچنین پنج جایزهٔ ساترن و دو جایزهٔ گلدن گلوب دریافت کرد. این فیلم در سال‌های ۱۹۸۵ و ۲۰۰۲ (برای جشن بیستمین سالگرد) با شات‌های تغییر یافته، جلوه‌های بصری و صحنه‌های اضافه بازنشر شد و در سال ۲۰۲۲ برای چهلمین سالگرد در قالب آی‌مکس اکران مجدد شد. در سال ۱۹۹۴، ئی. تی. به فهرست ملی ثبت فیلم در کتابخانه کنگره افزوده شد و به عنوان اثری «از نظر فرهنگی، تاریخی یا زیبایی‌شناختی مهم» شناخته شد.

## داستان
گروهی از موجودات فضایی کوچک‌جثه برای جمع‌آوری نمونه‌های گیاهی، شب‌هنگام به جنگلی در کالیفرنیا می‌آیند. یکی از آن‌ها، مجذوب نورهای دوردست یک محله، از گروه جدا می‌شود، اما مأموران دولتی سرمی‌رسند و او را تعقیب می‌کنند. فضایی‌ها مجبور به فرار می‌شوند و این موجود تنها روی زمین جا می‌ماند. او در انباری متعلق به خانوادهٔ الیوت تیلور، پسر ده‌ساله، پناه می‌گیرد. الیوت ابتدا از این موجود می‌ترسد، اما روز بعد با استفاده از آب‌نبات‌های ریسز پیسز او را به خانه بازمی‌گرداند و در اتاقش مخفی می‌کند.
صبح روز بعد، الیوت خود را به بیماری می‌زند تا در خانه بماند و با موجودی که نامش را ئی.تی. می‌گذارد، بازی کند. او ئی.تی. را به برادر بزرگ‌ترش مایکل و خواهر پنج‌ساله‌اش گرتی معرفی می‌کند و آن‌ها قول می‌دهند راز ئی.تی. را از مادرشان، مری، که مادری تنها و سخت‌کوش است، پنهان کنند. ئی.تی. با به پرواز درآوردن چند توپ برای نشان دادن منظومهٔ شمسی‌اش، توانایی‌های تله‌کینتیک خود را نشان می‌دهد و بعداً با زنده کردن یک گل داوودی خشک‌شده و درمان فوری زخمی روی انگشت الیوت، قدرت‌های خارق‌العاده‌اش را به نمایش می‌گذارد. با نزدیک شدن پیوند عاطفی الیوت و ئی.تی. آن‌ها شروع به اشتراک‌گذاری افکار و احساسات می‌کنند.
در مدرسه، الیوت به دلیل اینکه ئی.تی. در خانه مشغول نوشیدن آبجو و تماشای تلویزیون است، حالتی شبیه مستی پیدا می‌کند. الیوت، تحت تأثیر اشتیاق ئی.تی. برای نجات یافتن، قورباغه‌های کلاس زیست‌شناسی را که قرار بود زنده‌شکافی شوند، آزاد می‌کند و دیگر دانش‌آموزان را نیز به این کار ترغیب می‌کند. او همچنین تحت تأثیر صحنه‌ای که ئی.تی. از فیلم مرد آرام (۱۹۵۲) می‌بیند، دختری را که دوست دارد می‌بوسد و به دفتر مدیر فرستاده می‌شود. ئی.تی. الهام گرفته از یک کامیک استریپ باک راجرز که در آن شخصیتی با دستگاهی برای کمک درخواست می‌کند، تصمیم می‌گیرد دستگاهی برای «تماس با خانه» بسازد. او با کمک بچه‌ها و استفاده از وسایل موجود در خانهٔ تیلور، این دستگاه را می‌سازد و انگلیسی صحبت کردن را می‌آموزد.
در شب هالووین، بچه‌ها ئی.تی. را به شکل روح مبدل می‌کنند و الیوت او را به جنگل می‌برد تا دستگاه را راه‌اندازی کنند. الیوت از ئی.تی. می‌خواهد که روی زمین بماند، اما صبح روز بعد، تنها از خواب بیدار می‌شود. او به خانهٔ نگران خانواده‌اش بازمی‌گردد، در حالی که مایکل ئی.تی. را ضعیف و رنگ‌پریده در یک زیرآبگذر پیدا می‌کند. الیوت که خود نیز ضعیف شده، ئی.تی. را به خانه می‌آورد و او را به مری نشان می‌دهد، درست زمانی که مأموران دولتی خانه را قرنطینه می‌کنند. کیز، مأمور ارشد، از الیوت می‌خواهد به نجات ئی.تی. کمک کند و می‌گوید دیدار با موجودات فضایی رؤیای کودکی‌اش بوده است. اما ئی.تی. می‌میرد و الیوت به سرعت بهبود می‌یابد. وقتی الیوت برای خداحافظی تنها می‌ماند، به ئی.تی. می‌گوید که دوستش دارد، اما قلب ئی.تی. شروع به درخشیدن می‌کند و او زنده و سالم می‌شود. ئی.تی. به الیوت می‌گوید که قومش برای بردن او بازمی‌گردند.
الیوت و مایکل با دوچرخه‌هایشان به همراه ئی.تی. فرار می‌کنند و دوستان مایکل به آن‌ها کمک می‌کنند تا از دست مأموران بگریزند. در مواجهه با یک ایست بازرسی، ئی.تی. بچه‌ها را با دوچرخه‌هایشان به هوا بلند می‌کند و به جنگل می‌رساند. سفینهٔ ئی.تی. از راه می‌رسد. او با مایکل و گرتی خداحافظی می‌کند و گرتی گل داوودی را که ئی.تی. زنده کرده بود به او هدیه می‌دهد. الیوت با اشک از ئی.تی. می‌خواهد بماند، اما ئی.تی. با انگشت درخشانش پیشانی الیوت را لمس می‌کند و می‌گوید همیشه با او خواهد بود. بچه‌ها، مری و کیز نظاره‌گر پرواز سفینه به فضا هستند که رنگی کمانی در آسمان به جا می‌گذارد.

## بازیگران
- دی والاس در نقش مری تیلور
- هنری توماس در نقش الیوت تیلور
- پیتر کایوتی در نقش کیز
- رابرت مک‌ناتون در نقش مایکل تیلور، برادر الیوت
- درو بریمور در نقش گرتی تیلور، خواهر الیوت
- کی.سی. مارتل، شان فرای و سی توماس هوول به عنوان دوستان مایکل: گرگ، استیو و تایلر
- اریکا النیاک در نقش دختر نوجوان همکلاسی الیو
- پت ولش در نقش ئی.تی. (صداپیشگی)

## جوایز فیلم
- نامزد اسکار بهترین کارگردانی
- نامزد اسکار بهترین فیلم
- نامزد اسکار بهترین فیلم‌نامه غیر اقتباسی
- نامزد اسکار بهترین فیلمبرداری
- نامزد اسکار بهترین تدوین
- برنده اسکار بهترین جلوه‌های تصویری
- برنده اسکار بهترین موسیقی
- برنده اسکار بهترین تدوین صدا
- برنده اسکار بهترین میکس صدا
- برنده گلدن گلوب بهترین فیلم
- برنده بفتای بهترین موسیقی